# کریستی شانر
کریستی شانر (انگلیسی: Christie Shaner؛ زادهٔ ۷ سپتامبر ۱۹۸۴) بازیکن فوتبال اهل ایالات متحده آمریکا است.
از باشگاه‌هایی که در آن بازی کرده‌است می‌توان به لس آنجلس سل و اسکای بلو اف‌سی اشاره کرد.